# Pugiopsephurus
Pugiopsephurus è un genere estinto di pesci attinotterigi appartenente alla famiglia dei Polyodontidae, noto dalla Formazione di Hell Creek nel tardo Cretaceo del Nord America. Il genere è rappresentato dalla sola specie Pugiopsephurus inundatus, descritta sulla base di esemplari eccezionalmente ben conservati rinvenuti nel sito fossile di Tanis, nel Nord Dakota (Stati Uniti).

## Descrizione
Pugiopsephurus inundatus si distingue da tutti gli altri pesci spatola noti per una combinazione di caratteristiche morfologiche uniche: le ossa stellate, tipiche dei poliodontidi, sono estremamente poco sviluppate o addirittura assenti; inoltre, l'osso dermopalatino presenta una marcata espansione mediale ma è privo di processo ectopterigoideo. Questi tratti indicano una morfologia cranica particolare, diversa da quella degli altri generi conosciuti della famiglia.

## Contesto paleoambientale
Il sito di Tanis, nella Formazione di Hell Creek, è noto per la straordinaria conservazione tridimensionale dei fossili, attribuita a un evento catastrofico associato all’impatto dell’asteroide di Chicxulub. I resti fossili associati a Pugiopsephurus provengono da un livello di mortalità di massa, che ha restituito numerosi scheletri completi o quasi completi.

## Importanza paleontologica
La scoperta di Pugiopsephurus e di un secondo nuovo genere di Polyodontidae nello stesso sito (Parapsephurus) ha ampliato notevolmente la diversità morfologica e tassonomica conosciuta del gruppo poco prima dell'estinzione di massa del Cretaceo-Paleogene. La presenza di almeno due generi distinti nella Formazione di Hell Creek suggerisce che la diversità dei pesci spatola nel tardo Cretaceo fosse maggiore di quanto precedentemente ritenuto.